# Schildgeweervogel
De schildgeweervogel (Ptiloris paradiseus) is een zangvogel uit de familie Paradisaeidae (paradijsvogels).

## Verspreiding en leefgebied
Deze soort is endemisch in het oosten van Australië.

## Status
De grootte van de populatie is niet gekwantificeerd maar de soort wordt omschreven als algemeen in het noorden van zijn verspreidingsgebied en schaarser naar het zuiden. Op de Rode lijst van de IUCN heeft deze soort de status niet bedreigd.